# Sunnizm

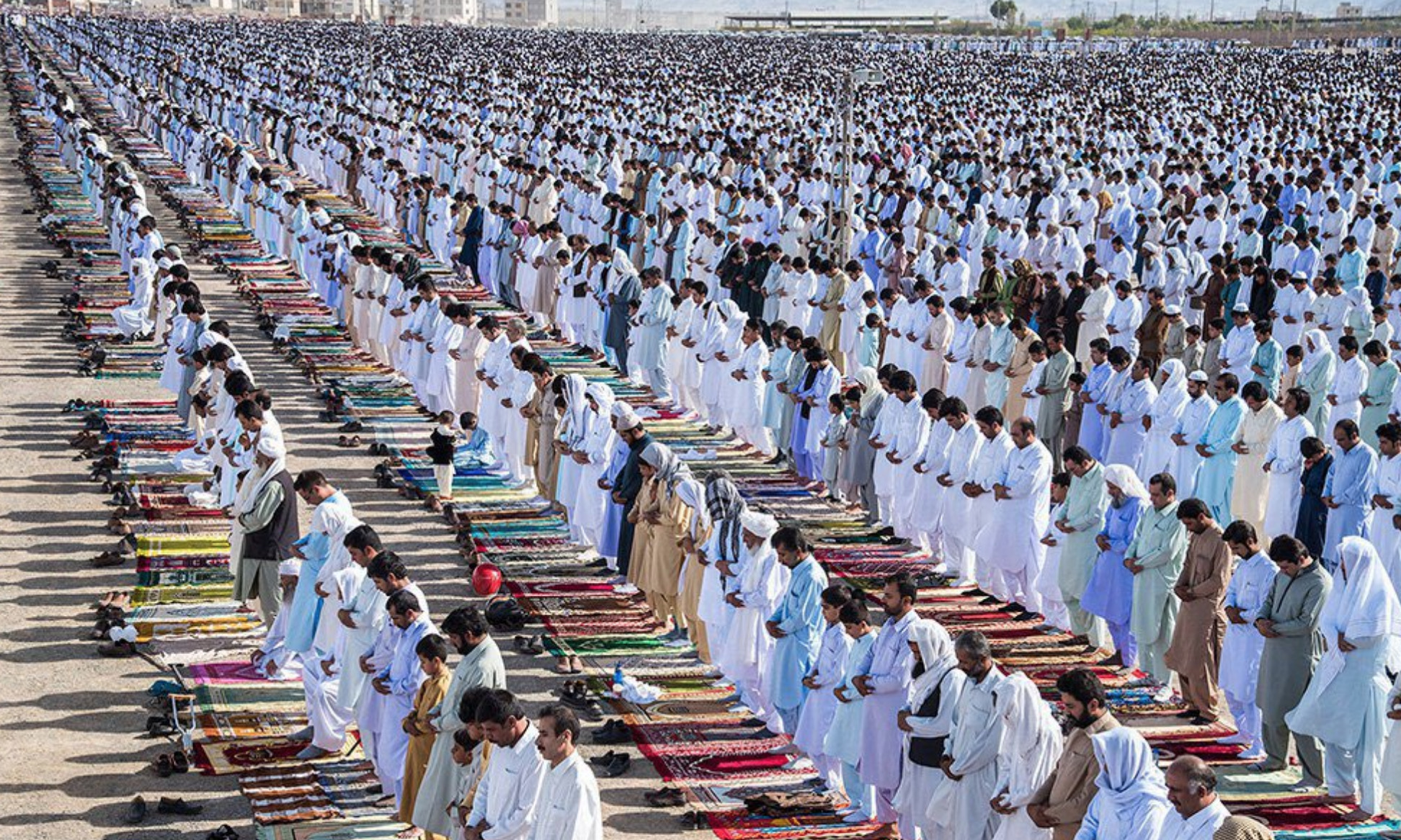
Modlący się irańscy sunnici.

Sunnizm (arab. ‏أهل السنة‎) – jeden z trzech głównych odłamów islamu (pozostałe to szyizm i charydżyzm) wierny ortodoksyjnej tradycji Sunny, uznający wszystkich kalifów do 1258 r. za prawowitych następców Mahometa. Stanowią oni 80–90% wszystkich muzułmanów. Sami siebie określają jako „ludzie tradycji i wspólnoty” (arab. أهل السنة والجماعة Ahl al-Sunna wa’l-Dżama’ah).
Po upadku kalifatu w 1924 r. sunnici stracili władzę zwierzchnią. Duże znaczenie wśród wielu sunnitów, głównie pochodzenia arabskiego, zdobył fundamentalistyczny ruch wahhabitów (związany ze szkołą hanbalicką).

Sunnici, Szyici (którzy są nieoszacowani z powodu nieuwzględniania ich w oficjalnych statystykach np. w Turcji i Arabii Saudyjskiej oraz zasadę takijji) i Charydżyci.

## Szkoły sunnickie
Sunnici dzielą się na cztery główne szkoły (arab. مذهب madhhab, l.mn. مذاهب madhāhib) prawa:
- Szkoła hanaficka (od Abu Hanify, zwanego wielkim imamem, VIII w.) opiera się na Koranie, Sunnie oraz osobistej opinii prawników, tzw. raj. Jest najpopularniejsza, bo obejmuje jedną trzecią świata islamu – Turcję, Bałkany, Żyzny Półksiężyc, częściowo Afganistan, Pakistan; nie ma jej w Afryce Północnej. Szkoła ta stanowi 35–40% sunnitów. Uchodzi za najbardziej otwartą filozoficznie i religijnie spośród wszystkich szkół sunnickich. Niemal wszyscy polscy muzułmanie są hanafitami.
- Szkoła malikicka (od Malika ibn Anasa, VIII w.) opiera się tylko na tym, co spisane, a więc na Koranie i hadisach, kieruje się także interesami ummy muzułmańskiej. Jako jedyna kieruje się również zwyczajami i praktykami mieszkańców Medyny z pierwszych lat islamu (amal ahl al-medina). Przyjęta jest w Afryce Północnej, w Górnym Egipcie. Stanowi około 20–25% wszystkich sunnitów.
- Szkoła szafi’icka (od Asz-Szafi’iego, IX w.) opiera się na Koranie i Sunnie oraz na analogii i zgodzie prawników. Mało rozpowszechniona: Dolny Egipt, Afryka Wschodnia, Azja Południowo-Wschodnia. Szkoła dość zachowawcza, nieopierająca swych poglądów na autorytetach religijnych. Stanowi 10–15% sunnitów.
- Szkoła hanbalicka (od Ibn Hanbala, IX w.) – konserwatywna, jeśli chodzi o kult, Koran i hadisy; ma mało zwolenników, zachowała się dzięki ruchowi Muhammada Ibn Abd al-Wahhaba z XVIII w. Występuje w Arabii Saudyjskiej, Katarze, Zjednoczonych Emiratach Arabskich. Stanowi 4–5% wszystkich sunnitów.

Wszystkie szkoły prawa sunnickiego uważane są za równie prawowierne. W sunnizmie ujawnił się ostatnio ruch odrodzeniowy zwany salafizmem, zmuszający wiernych (mumin) do wysiłku (idżtihad) w zdobywaniu wiedzy o wierze (ilm udin) i zakazuje jakiegokolwiek naśladownictwa mazhabów (szkół prawnoteologicznych).
Mają wielkie podobieństwo do szkoły hanbalickiej jej nowoczesne odmiany: salaficka i wahhabicka, które szybko rozwijają się w krajach Wielkiego Bliskiego Wschodu, Azji Środkowej, Maghrebu oraz w państwach Europy zachodniej (m.in. w Niemczech, Francji, Wielkiej Brytanii). Jednak, salafici i wahabici nie uważają się za członków jakiejkolwiek mazhaba, ale za jedynych autentycznych muzułmanów. Wahhabizm jest bardziej rygorystyczną odmianą salafizmu.